# پانداریکولام
پانداریکولام (به لاتین: Pandarikulam) یک منطقهٔ مسکونی در سری‌لانکا است که در استان شمالی (سری‌لانکا) واقع شده‌است. پانداریکولام ۱۵٫۳ کیلومتر مربع مساحت و ۷٬۰۶۵ نفر جمعیت دارد و ۱۰۴ متر بالاتر از سطح دریا واقع شده‌است.